# 実況パワフルプロ野球4
実況パワフルプロ野球4は、1997年3月14日にコナミから発売された野球ゲームである。実況パワフルプロ野球（以下、パワプロ）シリーズの主要作品としては第4作目。

## 概要
パワプロシリーズ最初のNINTENDO 64専用ソフトとして発売。ミートカーソルの形が従来の四角型から楕円形型に変更され、操作方法も64コントローラの3Dスティックを倒した角度に対応したものとなったことでより精度の高い打撃が可能となった（従来の十字キーによる操作も選択可能）。使用できる球場にナゴヤドームと大阪ドームが追加された一方で、ナゴヤ球場と藤井寺球場はメインシリーズ最後の登場となった。球場のグラフィックも従来のドット絵から64の3DCG描画機能を活かした3Dポリゴンとなり、打球の軌道もよりリアルなものとなった。
パワプロくんのデザインが変更され、目が従来の丸型の茶色から楕円形の青色となり、身体も全体的にスリムになった。また、本作から起動時のKONAMIロゴとコナミコンピュータエンタテインメント大阪（KCEO）のロゴの後に社内開発スタジオである「ダイヤモンドヘッドプロダクション」のサウンドロゴが表示されるようになり、KCEOがコナミに吸収される直前の『実況パワフルプロ野球11』まで使用された。
NINTENDO64になったことで、実況音声のバリエーションが増え、担当の安部憲幸による選手名の音声が収録されるようになった。
従来までは縦方向へ変化するスライダーをそのまま「スライダー」とだけ表現していたが、この作品より縦＝Verticalという英単語から『Vスライダー』という表現が採用されている。

## ゲーム内容
- 対戦モード
- ペナントモード
- サクセスモード（後述）
- アレンジモード
- キャンプモード

## 収録選手の不備
収録選手は1997年開幕時のものだが、横浜ベイスターズのロバート・ローズが登録されておらず、一方で、まだ契約が確定してなく、当時メジャー移籍騒動の渦中にあった伊良部秀輝は千葉ロッテマリーンズの選手として登録されている（実際にはパドレス、さらにはトレードでヤンキースに移籍）。また、この年入団した新人選手は阪神タイガースの今岡誠、千葉ロッテマリーンズの清水将海、福岡ダイエーホークスの井口資仁しか収録されていない。
他にも読売ジャイアンツの当時の新外国人選手だったルイス・デロスサントスの登録名が「サントス」になっている。（実際の登録名は「ルイス」）
これらは3月14日発売であり、メディアがロムカセットであることから締切が早かった事が原因であると思われる。

## サクセスモード
オリジナル選手育成モード。基本システムは前作を踏襲しており、主人公は、プロ野球球団に所属し2軍から1軍入りを目指す。3年以内に1軍入りを果たせば、オリジナル選手として登録可能になり、アレンジチームに組み入れる事ができるようになる。前作では、野手しか作成する事ができなかったが、本作より投手も作成する事ができるようになった。矢部明雄、猪狩守は本作が初登場である。本作では、猪狩は必ず主人公と同じ球団に所属する（次回作以降のプロ編ではパワプロ2000開幕版・2000決定版、パワプロ2001およびその派生作品（以上PS）を除き読売ジャイアンツ→猪狩カイザースで固定）。

### 登場人物
- 主人公

一軍を目指している二軍選手。
- 矢部明雄

主人公と同期入団。野球の実力は少々いまいち。今作より初登場。
- 猪狩守

主人公と同期入団。ドラフトの順位は主人公より1つ下位。今作より初登場。
- 阿畑きよし

前作より引き続き登場。主人公が入団した球団の先輩。ポジションは投手で、日々魔球の研究をしている。主人公のポジションが投手の場合は、いろんなアドバイスをしてくれる。
- 谷田球一

前作より引き続き登場。主人公が入団した球団の先輩。ポジションは内野手で、自分の野球道具をとても大切にしている。主人公のポジションが野手の場合は、いろんなアドバイスをしてくれる。
- 岩田二軍監督

前作より引き続き登場。主人公が入団した球団の二軍監督。ランダムイベントで監督代行として一軍へ行くこともある。
- ヤング打撃コーチ

主人公が入団した球団の打撃コーチ。現役時代はメジャーリーグで主力打者として活躍した。豪快な野球をモットーとしている為、細かいプレーを重視している戸田コーチとは仲が悪い。
- 戸田守備走塁コーチ

主人公が入団した球団の守備走塁コーチ。現役時代は2番打者として活躍した。細かいプレーが野球の中心だと考えており、豪快な野球を好むヤングコーチとは仲が悪い。
- ボブ投手コーチ

主人公が入団した球団の投手コーチ。現役時代はメジャーリーグで速球派のピッチャーとして三振の山を築いた。直球勝負を好んでおり、頭脳的な投球をモットーとしている江島コーチとは仲が悪い。
- 江島投手コーチ

主人公が入団した球団の投手コーチ。現役時代は理論派の中継ぎ投手として活躍した。変化球をメインとした頭脳的な投球ができる投手を育てる事を目標としていて、直球勝負が好きなボブコーチとは仲が悪い。
- 内本育成コーチ

前作より引き続き登場。主人公が入団した球団の育成コーチ。練習に関しては相当厳しい。過去に苦い記憶がある。自分の考え方を否定する花田コーチとは仲が悪い。のちにこの人物がパワプロ12以降のコーチさんとして同じグラフィックで登場。
- 花田コンディショニングコーチ

主人公が入団した球団のコンディショニングコーチ。選手としての実績はないが、アメリカでトレーニングに関する事を勉強してきた。考え方が古い内本コーチとは仲が悪い。
- 丸太バッテリーコーチ

主人公が入団した球団のバッテリーコーチ。岩田が一軍の監督代行を務めるイベントが発生した以後に、岩田に代わって二軍監督を務める。